# Salwa Bughaighis
Salwa Bugaighis (Bengasi, 24 de abril de 1963 - 25 de junho de 2014) foi uma política e ativista líbia pelos direitos humanos. Foi assassinada em Bengasi em 25 de junho de 2014.

## Percurso
Bugaighis era formada em Direito pela Universidade de Garyounis em Bengasi e pertencia a uma reconhecida família de Bengasi. Nos anos prévios à revolução de fevereiro de 2011 na Líbia, defendeu os casos de vários ex presos políticos contra o governo de Muamar o Gaddafi. Em fevereiro de 2011, junto a grupo de advogados e outros ativistas da sociedade civil, participou de algumas das primeiras manifestações em Bengasi contra Gaddafi 
Tornou-se membro fundadora e assessora do Conselho Nacional de Transição da Líbia que governou o país durante e após a revolta.  Sua irmã, Iman Bugaighis, professora de traumatologia, era a porta-voz do Conselho. Salwa renunciou ao cargo após três meses como protesto pela ausência de mulheres no novo governo e falta de uma prática democrática adequada no Conselho. Também se opôs às medidas que determinavam o uso obrigatório do hijab, e as suas opiniões a levaram a entrar em conflito com os islamistas extremistas.
Bugaighis foi vice-presidenta da Comissão Nacional de Diálogo, estabelecida pelo então premiê de Líbia, Alí Zeydan, cujo objetivo era reduzir a polarização das facções na Líbia. Foi mentora de muitos ativistas, especialmente de jovens. 
Em 25 de junho de 2014 um grupo de quatro homens armados invadiram a sua casa, feriram um segurança, dispararam contra a cabeça de Bugaighis, e sequestraram o seu marido, Essam a o-Ghariani. Ela tinha feito uma publicação no Facebook com fotos suas votando no dia em que foi assassinada. Três semanas depois do assassinato, em 17 de julho de 2014, Fariha a o-Berkawi, membro do Congresso Geral Nacional que condenou energicamente o assassinato de Bughaighis, foi assassinada a tiros por um homem armado num posto de gasolina de Derna .
O assassinato de Salwa Bughaighis teve grande repercussão social. Um número grande de mulheres de Bengasi saíram às ruas para manifestar contra o crime nos dias posteriores à sua morte. Ativistas e organizações de direitos humanos organizaram muitos eventos em sua memória dentro e fora da Líbia, e Salwa se tornou um ícone da luta pela liberdade e da democracia na Líbia. 

## Ligações Externas
Libyan Peacemaker Salwa Bugaighis - Entrevista realizada na Georgetown University